# Vîs, Mala Vîska
Vîs (în ucraineană Вись) este un sat în comuna Mareanivka din raionul Mala Vîska, regiunea Kirovohrad, Ucraina.

## Demografie
Componența lingvistică a localității Vîs
     Ucraineană (97,79%)
     Rusă (1,85%)
     Alte limbi (0,37%)
Conform recensământului din 2001, majoritatea populației localității Vîs era vorbitoare de ucraineană (97,79%), existând în minoritate și vorbitori de rusă (1,85%).